# Dendrocalamus strictus
Dendrocalamus strictus är en gräsart som först beskrevs av William Roxburgh, och fick sitt nu gällande namn av Christian Gottfried Daniel Nees von Esenbeck. Dendrocalamus strictus ingår i släktet Dendrocalamus och familjen gräs. Inga underarter finns listade i Catalogue of Life.